# Bassifondi (dramma)
Bassifondi è un’opera teatrale (nota anche come L'albergo dei poveri) di Maksim Gor'kij, scritta fra l’inverno del 1901 e la primavera del 1902, che ritrae la vita di un gruppo di residenti di un dormitorio per poveri. Nel gennaio del 1904 ricevette il Premio Griboedov. I titoli di lavorazione furono Senza sole, Il dormitorio, Il fondo, Sul fondo della vita.
La variante finale fu suggerita da Leonid Andreev.
Dopo una trionfale première al Teatro d'arte di Mosca nel dicembre del 1902, fu rappresentata nei teatri di tutto il mondo.

## Trama
L’azione si svolge in un dormitorio appartenente a Michail Ivanoviĉ Kostylëv; vi abita gente proveniente dal fondo stesso della società: poveri, ladri, prostitute, umili lavoratori. Alcuni tentano disperatamente di uscirne, altri si arrendono; le relazioni fra di loro sono difficili, scoppiano costantemente dispute e litigi. 
Vasilisa, moglie di Kostylëv, è innamorata di Vas’ka Pepel, un ladro, e lo convince ad uccidere il marito; Vas’ka è, a sua volta, innamorato della sorella minore di Vasilisa, Natal’ja.
Fra gli altri inquilini del “fondo” vi sono Satin (giocatore d’azzardo e baro), l’Attore (ex attore teatrale) e il Barone (un aristocratico che ha sperperato tutte le sue ricchezze); persone completamente fallite e inerti. Il Parassita, un operaio, attende la morte della moglie malata per avere le mani libere. 
Nel bel mezzo dell’azione, nel dormitorio appare il vagabondo Luka; questi compatisce la condizione degli inquilini e li calma, promettendo loro la riconciliazione con la realtà. Luka suggerisce a Vas’ka e Natal’ja di andarsene in cerca del loro futuro. 
Vasilisa, che è gelosa della sorella, la picchia costantemente. Le sempre crescenti ostilità sfociano in una rissa fra gli inquilini, durante la quale Pepel uccide accidentalmente Kostylëv e viene successivamente arrestato. 
Nel momento di maggiore tensione, dopo la rissa, Luka scompare, lasciando quelli che credevano in lui nella desolazione totale. La moglie del Parassita muore, ma questi rimane senza denaro e senza speranze; l’Attore, alla notizia della partenza di Luka, si suicida. All’apprendere dal Barone che l’Attore si è impiccato, Satin, che stava intonando una canzonaccia con altri, commenta freddamente: “Ah... ha rovinato la canzone... idiota!” 

## Rappresentazioni
La rappresentazione del dramma fu proibita nei Teatri Imperiali di Mosca e San Pietroburgo. Venne permessa unicamente al Teatro d’arte di Mosca, dove fu messa in scena per la prima volta, con grande successo, il 18 dicembre 1902, per la regia di Kostantin Stanislavskij (il quale recitò inoltre uno dei ruoli più importanti, quello di Satin) e Vladimir Nemirovič-Dančenko e con le scenografie di Viktor Simov. Al sessantesimo anniversario della prima rappresentazione (il 18 dicembre del 1962) il dramma era stato messo in scena al Teatro d’arte di Mosca ben 1451 volte.
Fino al 1905 la rappresentazione dell’opera fu permessa solo in versione censurata e con il consenso delle autorità locali. Ciononostante, nel 1903, essa fu messa in scena in varie città dell’Impero Russo, fra cui la capitale, San Pietroburgo.
Negli anni successivi le rappresentazioni ebbero luogo in numerosi teatri, sia nella capitale sia in altre città.
Il dramma fu più volte messo in scena all’estero: a Berlino (nel 1903, con il titolo di Il dormitorio), a Parigi (nel 1905 e nel 1922), a Tokyo (nel 1924 e nel 1925), a New York (nel 1956) e a Londra (nel 1961).
Con questo dramma venne inaugurato il Piccolo Teatro di Milano, il 14 maggio 1947, appena fondato da Strehler e Grassi.

## Adattamenti cinematografici
- Anime sulla strada (1921), regia di Minoru Murata
- Verso la vita (1936), regia di Jean Renoir
- Neecha nagar (1946), regia di Chetan Anand
- Ye Dian (1947), regia di Huang Zuolin
- I bassifondi (1957), regia di Akira Kurosawa